# رو (کومونه)
رو (به ایتالیایی: Ro) یک کومونه در ایتالیا است که در استان فرارا واقع شده‌است. رو ۴۳٫۰ کیلومتر مربع مساحت و ۳٬۶۶۳ نفر جمعیت دارد و ۵ متر بالاتر از سطح دریا واقع شده‌است.